# Crocidura tenuis
Crocidura tenuis је сисар из реда Soricomorpha и фамилије Soricidae.

## Угроженост
Подаци о распрострањености ове врсте су недовољни.

## Распрострањење
Ареал врсте је ограничен на једну државу. 
Индонезија је једино познато природно станиште врсте.

## Станиште
Станиште врсте су шуме.